# François Périer
François Périer, pseudonimo di François Gabriel Marie Pillu (Parigi, 10 novembre 1919 – Parigi, 28 giugno 2002), è stato un attore francese.

## Biografia
Cresciuto in una famiglia borghese, appassionato di recitazione fin dalla giovane età, nel 1933 entrò in contatto con l'attore Louis Jouvet che lo aiutò ad iscriversi al Conservatoire national supérieur d'art dramatique di Parigi. Esponente del vaudeville, nel 1938 debuttò nel cinema con Le tre mogli di papà, diretto da Jean Boyer. Nella sua lunga carriera interpretò oltre 80 film, alternando l'attività cinematografica con quella teatrale.
Molte le sue collaborazioni in film europei, diretto da maestri riconosciuti della cinematografia, come René Clair in Il silenzio è d'oro (1947), Jean Cocteau in Orfeo (1950), Federico Fellini in Le notti di Cabiria (1957), Luigi Zampa in Il magistrato (1959), Costa-Gavras in Il 13º uomo (1967), e soprattutto Jean-Pierre Melville, con cui lavorerà in due film considerati tra i migliori del cinema francese e mondiale, Frank Costello faccia d'angelo (1967), dove interpretò il ruolo del commissario, e I senza nome (1970), nel ruolo dell'informatore Santi. In Italia è conosciuto per aver interpretato il malvagio avvocato Terrasini nella serie televisiva La piovra.
Affetto dal 1991 dalla malattia di Alzheimer, morì nel 2002 in conseguenza di un infarto. È sepolto a Parigi nel cimitero di Passy, accanto alla prima moglie Jacqueline Porel, alla nonna di quest'ultima (Réjane) e all'attore Marc Porel (figlio di Jacqueline).

## Filmografia parziale

François Périer (a destra) con Pino Zac in una scena del film Vogliamo i colonnelli (1973)

- Le tre mogli di papà (La Chaleur du sein), regia di Jean Boyer (1938)
- Albergo Nord (Hôtel du Nord), regia di Marcel Carné (1938)
- I prigionieri del sogno (La Fin du jour), regia di Julien Duvivier (1939)
- Le Veau gras, regia di Serge de Poligny (1939)
- Senza domani (L'entraîneuse), regia di Albert Valentin (1939)
- Le Duel, regia di Pierre Fresnay (1941)
- Due donne innamorate (Premier bal), regia di Christian-Jaque (1941)
- Les Jours heureux, regia di Jean de Marguenat (1941)
- L'amore ha sbagliato indirizzo (Lettres d'amour), regia di Claude Autant-Lara (1942)
- Tutti i giorni mi sposo (Mariage d'amour), regia di Henri Decoin (1942)
- Le camion blanc, regia di Léo Joannon (1943)
- La ferme aux loups, regia di Richard Pottier (1943)
- Bonsoir mesdames, bonsoir messieurs, regia di Roland Tual (1944)
- L'Enfant de l'amour, regia di Jean Stelli (1944)
- Solo una notte (Sylvie et le fantôme), regia di Claude Autant-Lara (1946)
- La tentation de Barbizon, regia di Jean Stelli (1946)
- Au petit bonheur, regia di Marcel L'Herbier (1946)
- Lo spettro del passato (Un Revenant), regia di Christian-Jaque (1946)
- Il silenzio è d'oro (Le Silence est d'or), regia di René Clair (1947)
- La sconfitta di Don Giovanni (Une Jeune fille savait), regia di Maurice Lehmann (1948)
- L'amore che ho sognato (La Vie en rose), regia di Jean Faurez (1948)
- Femme sans passé, regia di Gilles Grangier (1948)
- Un Chien et madame, regia di Marcel Martin (1949)
- Jean de la Lune, regia di Marcel Achard (1949)
- Ritorna la vita (Retour à la vie), regia di André Cayatte e Henri-Georges Clouzot (1949)
- Orfeo (Orphée), regia di Jean Cocteau (1949)
- Scandalo alle assise (La Souricière), regia di Henri Calef (1950)
- Au p'tit zouave, regia di Gilles Grangier (1950)
- Les anciens de Saint-Loup, regia di Georges Lampin (1950)
- Ricordi perduti (Souvenirs perdus), regia di Christian-Jaque (1950)
- L'affair Manet, regia di Jean Aurel (1951) - voce
- Sotto il cielo di Parigi (Sous le ciel de Paris), regia di Julien Duvivier (1951) - voce
- Mon phoque et elles, regia di Pierre Billon (1951)
- È l'amore, signora (L'amour, Madame), regia di Gilles Grangier (1952)
- La sconfitta dello scapolo (Elle et moi), regia di Guy Lefranc (1952)
- Un trésor de femme, regia di Jean Stelli (1953)
- Sposata ieri (Jeunes mariés), regia di Gilles Grangier (1953)
- Capitaine Pantoufle, regia di Guy Lefranc (1953)
- Villa Borghese, regia di Vittorio De Sica e Gianni Franciolini (1953)
- Tempi nostri - Zibaldone n. 2, regia di Alessandro Blasetti e Paul Paviol (1954)
- Il letto (Secrets d'alcôve) (Episodio: Il letto della Pompadour, regia di Henri Decoin e Jean Delannoy) (1954)
- Scènes de ménage, regia di André Berthomieu (1954)
- Le avventure di Cadet Rousselle (Cadet Rousselle), regia di André Hunebelle (1954)
- Scalo a Orly (Escale à Orly), regia di Jean Dréville (1955)
- Gli evasi (Les Évadés), regia di Jean-Paul Le Chanois (1955)
- L'uomo che non è mai esistito (The Man Who Never Was), regia di Ronald Neame (1956) (non accreditato)
- Gervaise, regia di René Clément (1956)
- Le notti di Cabiria, regia di Federico Fellini (1957)
- I demoniaci (Les Louves), regia di Luis Saslavsky (1957)
- Tutti possono uccidermi (Tous peuvent me tuer), regia di Henri Decoin (1957)
- Il magistrato, regia di Luigi Zampa (1960)
- Il testamento di Orfeo (Le Testament d'Orphée, ou ne me demandez pas pourquoi!), regia di Jean Cocteau (1960)
- L'amante di 5 giorni (L'Amant de cinq jours), regia di Philippe de Broca (1961)
- Una ragazza a rimorchio (Les Petits matins), regia di Jacqueline Audry (1962)
- I compagni, regia di Mario Monicelli (1963)
- I fortunati (Les veinards), regia di Philippe de Broca, Jean Girault (1963)
- Confetti al pepe (Dragées au poivre), regia di Jacques Baratier (1963)
- La visita, regia di Antonio Pietrangeli (1963)
- Il 13º uomo (Un Homme de trop), regia di Costa-Gavras (1967)
- Frank Costello faccia d'angelo (Le samouraï), regia di Jean-Pierre Melville (1967)
- Z - L'orgia del potere (Z), regia di Costa-Gavras (1969)
- I senza nome (Le Cercle rouge), regia di Jean-Pierre Melville (1970)
- Portami quello che hai e prenditi quello che vuoi (Les caprices de Marie), regia di Philippe de Broca (1970)
- Sul far della notte (Juste avant la nuit), regia di Claude Chabrol (1971)
- Vogliamo i colonnelli, regia di Mario Monicelli (1973)
- Stavisky il grande truffatore (Stavisky), regia di Alain Resnais (1974)
- Police Python 357, regia di Alain Corneau (1976)
- Ragione di stato (La Raison d'état), regia di André Cayatte (1978)
- La piovra, regia di Damiano Damiani (1984)
- La piovra 2, regia di Florestano Vancini (1986)
- La piovra 3, regia di Luigi Perelli (1987)

## Riconoscimenti
- BAFTA
  - 1957 – Miglior attore protagonista per Gervaise

## Doppiatori italiani
- Pino Locchi in Tempi nostri - Zibaldone n. 2, L'amante di 5 giorni, Z -  L'orgia del potere, I senza nome, Police Python 357
- Michele Gammino in La piovra, La piovra 2, La piovra 3
- Silvio Noto in Le notti di Cabiria
- Nando Gazzolo in Il magistrato
- Paolo Ferrari in La visita
- Sergio Tedesco in Frank Costello faccia d'angelo
- Enzo Liberti in Vogliamo i colonnelli
- Renato Mori in Ragione di stato